# Ànec becpintat de la Xina
L'ànec becpintat de la Xina (Anas zonorhyncha) és un ocell de la família dels anàtids (Anatidae) que habita des de Sibèria meridional fins al centre i l'est de la Xina, Korea i Japó. Migrador, les poblacions septentrionals passen l'hivern al sud de la Xina, Taiwan i Filipines. Era considerat una subespècie de l'ànec becpintat. El seu nom prové de la taca groga ubicada al seu bec.

## Taxonomia
L'ànec becpintat de la Xina va ser descrit pel biòleg Robert Swinhoe al 1866 sota el nom d'Anas Zonorhyncha. El nom del gènere Anas significa ànec en llatí. El nom de l'espècie zonorhyncha prové de la unió entre la paraula zōnē, que significa "banda" i la paraula rhunkhos, que vol dir "bec".
En l'antiguitat, l'ànec becpintat de la Xina es considerava una subespècie de l'ànec becpintat de l'Índia (Anas poecilorhyncha). No obstant, al 1991, l'ornitòleg Bradley Livezey va proposar que l'ànec becpintat de la Xina hauria de tenir la seva pròpia espècie. Posteriorment, un estudi dut a terme a Hong Kong va trobar que, tot i que les dues espècies viuen a la mateixa regió, pràcticament no es reprodueixen entre ells. És per això que la Unió d'Ornitòlegs Americans (AOS) va reconèixer a l'ànec becpintat de la Xina com una nova espècie al 2008.

## Descripció
Els ànecs becpintats de la Xina presenten un color marró fort per la part superior des del cap fins a la cua. La part del pit presenta un color bronzejat i l'abdomen és marró amb taques fosques disperses. La part superciliar és de color groc crema i la banda dels ulls més fosca. El bec de l'ànec presenta una coloració metàl·lica blava. La vora exterior de les ales de vol terciàries és de color blanc. La punta del bec i les cames són d'un color groc ataronjat.
Els mascles i les femelles són pràcticament similars pel que fa a la coloració de les plomes però són diferents en el color de la part superior i inferior de la cua. Els mascles presenten color negre mentres que les femelles són més marronoses.

### Vocalització
L'ànec becpintat de la Xina gralla "Gwet,gwet". El soroll és similar al de l'Anas platyrhynchos.

## Distribució
L'Anas Zonorhyncha és una espècie migratòria, ja que hiverna al sud-est asiàtic. És bastant gregari quan no es troba en l'etapa de reproducció. La població que habita al nord ha estès la seva distribució en més de 500 km des de principis del segle xx. Es creu que això és a causa de l'escalfament global.

## Hàbitat
L'Anas Zonorhyncha es solen trobar en llacs, aiguamolls, camps d'arròs, marees i rius. Solen anidar per separat des de finals d'abril fins al juliol en camps, canyissars i rius, tot i que també poden criar-se en colònies en llocs semblant a illes. Durant el període hivernal, es troben en llacs, aiguamolls, estanys i rius. A les regions litorals, formen ramats amb Anas platyrhynchos.

## Comportament

### Niu
Construeixen nius amb forma arrodonida utilitzant herbes, bambús i canyes. El niu té un diàmetre de 22–30 cm a la part superior i de 15–20 cm a la base. La profunditat és de 8–12 cm.

### Ous
L'ou té una coloració blanca i cremosa sense taques. La mida de l'ou és de 55.5mm oer 41.6mm i el pes és de 44.3-57.4g.

### Període d'anidació i incubació
Les femelles construeixen el niu i incuben els ous. El període d'incubació és de 26-28 dies. La cria abandona el niu immediatament després que les plomes s'assequin i segueixen a les seves progenitores femelles. Les cries arriben a la mida dels seus pares al voltant del mes d'agost, quan formen ramats de diverses dotzenes d'aus.

### Dieta
Consisteix primàriament en llavors i fulles de diverses plantes incluïnt l'arròs. Col·lecten, filtren el menjar de l'aigua o s'alimenten boca avall a l'aigua depenent de l'hàbitat d'alimentació. En un estudi es va veure que els ànecs s'alimenten en gran part a camps d'arròs durant la nit amb alta freqüència. A més, la proporció d'ànecs que s'alimentaven per parelles també augmentava de nit més que durant el dia.

### Infanticidis
Com a comportament peculiar, hi ha un registre d'infanticidis duts a terme per les femelles durant l'etapa de la cria.

## Conservació
L'ànec becpintat de la Xina causa danys a l'agricultura durant l'etapa de reproducció a la regió de Tohoku, situada al nord del Japó. S'alimenten d'arrossars sembrats o redueixen la tassa de germinació de l'arròs perquè trepitjen la superfície dels camps. S'ha demostrat que la denstitat d'Anas zonorhyncha és superior en llocs d'assentament humà on la pressió de caça era baixa. Això provoca que la tassa de dany d'agricultura sigui major en proporció a la seva densitat.
Diversos estudis han afirmar que la seguretat d'una bassa té un paper important en la selecció de l'hàbitat dels ànecs que s'alimenten de la superfície. De totes maneres, l'ànec becpintat de la Xina necessita ser més estudiant per tal d'entendre bé la conservació i el tipus de comportament d'aquesta au.